# Zenos E10
El Zenos E10 es un automóvil deportivo ligero del segmento B fabricado por Zenos Cars cuya producción comenzó en enero de 2015 y finalizó en 2016.
Cuenta con un chasis híbrido formado de una fuerte "columna vertebral" de aluminio unido a una cabina termoestable de piel. La cabina del Zenos E10 está diseñada para alojar cómodamente a personas desde 1.55 m de estatura hasta 1.91 m. La cabina también incorpora una pantalla en la parte central permitiendo que el pasajero vea la información que comúnmente solo sería visible para el conductor.
El coche cuenta con amortiguadores delanteros interiores y paneles carrocería reemplazables GRP, que están destinados a reducir los costes de reparación en caso de un accidente.
El diseño y desarrollo del Zenos E10 fue gracias a la asociación con "compañeros". Los diseños exterior e interior fueron hechos por Drive, el diseño del chasis por Multimatic Technical Centre Europe (MTCE), el tren motriz por Ford and Hendy Power, el diseño del ECU por Specialist Components, los frenos y el embrague por y Alcon Components; las llantas y rines por Avon Tyres y OZ Racing; diseño y producción de componentes clave por Titan Motorsport; Amortiguadores por Bilstein y asientos deportivos Tillett. Zenos también recibió apoyo de Niche Vehicle Network y de la Asociación Local Empresarial de New Anglia a través del Growing Business Fund.

## Variantes

### Zenos E10
Cuenta con un motor 2.0 de 4 cilindros y 16 válvulas de 200 HP, con el que acelera de 0 a 60 MPH en 4.5 s y un precio base de 26,995 libras. cuenta con una transmisión manual de 5 velocidades. Entre el equipamiento opcional se encuentran amortiguadores con plataformas ajustables, transmisión manual de 6 velocidades, volante de liberación rápida, arnés de carrera de 4 puntos, asientos compuestos de doble piel con calefacción para el asiento del conductor, limpiaparabrisas y parabrisas térmico.

### Zenos E10 S
Cuenta con un motor Ford Ecobost turbocargado de 2.0 L que genera 250 HP, lo que le permite acelerar de 0 a 60 MPH en 4 s. Cuenta con rines OZ frontales de 16" y traseros de 17", una transmisión transversal de 5 velocidades y con el mismo equipamiento opcional que el Zenos E10, Puede alcanzar una velocidad de 233 km/h y su precio base es de 32,995 libras.

### Zenos E10 R
Cuenta con un motor EcoBoost de 2.3 L turbocargado que genera 350 HP y un peso en seco de 700 kg que permiten acelerar de 0 a 60 MPH en 3 s y alcanzar una velocidad máxima de 250 km/h. las demás características son las mismas que en el Zenos E10 S a excepción que el E10 R cuenta con transmisión de 6 velocidades como equipamiento de serie a un precio base de 39.995 libras.

## Características
|                                      | Zenos E10                           | Zenos E10 S                            | Zenos E10 R                            |
| ------------------------------------ | ----------------------------------- | -------------------------------------- | -------------------------------------- |
| Dimensiones Largo/ancho/alto/batalla | 3,800 mm/ 1870 mm/ 1130 mm/ 2300 mm | 3,800 mm/ 1870 mm/ 1130 mm/ 2300 mm    | 3,800 mm/ 1870 mm/ 1130 mm/ 2300 mm    |
| Peso kg                              | 700                                 | 725                                    | 700                                    |
| Motor                                | 1999 cc V4 de 16 válvulas           | 1999 cc V4 de 16 válvulas turbocargado | 2261 cc V4 de 16 válvulas turbocargado |
| Potencia                             | 200 HP @ 6,800 rpm                  | 250 HP @ 7,000 rpm                     | 350 HP @ 6,000 rpm                     |
| Torque                               | 210 Nm @ 6,100 rpm                  | 400 Nm @ 2,500 rpm                     | 475 Nm @ 4,000 rpm                     |
| Aceleración 0-60 MPH                 | 4.5 s                               | 4 s                                    | 3 s                                    |